# Городское поселение Наро-Фоминск
Городско́е поселе́ние На́ро-Фоми́нск — упразднённое муниципальное образование (городское поселение), существовавшее в Наро-Фоминском муниципальном районе Московской области с 2005 по 2017 год.
Крупнейшим населённым пунктом был город Наро-Фоминск, в состав входило ещё 12 населённых пунктов.

## История
Муниципальное образование «Городской округ Наро-Фоминск» было создано в феврале 2005 года в ходе муниципальной реформы в России. Наро-Фоминский район был наделён статусом муниципального района и одновременно в его составе были образованы 14 муниципальный образований 2-го уровня — 7 городских и 7 сельских поселений, в том числе городское поселение Наро-Фоминск.
В состав вошли город Наро-Фоминск и ещё 12 населённых пунктов позже упразднённых Новофёдоровского и Ташировского сельских округов.
В ходе муниципальной реформы в Московской области по преобразованию муниципальных районов в городские округа 9 июня 2017 года законом № 77/2017-ОЗ Наро-Фоминский района был преобразован в городской округ из муниципального района, одновременно были упразднены все ранее входившие в него муниципальных образования 2-го уровня, в том числе городское поселение Наро-Фоминск.

## Географические данные
Общая площадь территории по состоянию на 2011 год составляла 142,81 км² (ранее в законе указывалось — 153,75 км²).
Муниципальное образование находилось на центре Наро-Фоминского района и граничит с:
- сельским поселением Ташировское (на северо-западе и севере),
- поселением Новофёдоровское Троицкого округа Москвы (на северо-востоке),
- поселением Киевский Троицкого округа Москвы (на северо-востоке),
- сельским поселением Атепцевское (на юго-востоке и юге),
- городским округом ЗАТО Молодёжный (на юге).

Также территорией поселения полностью окружена деревня Мачихино поселения Киевский Троицкого округа Москвы. Она является эксклавом Москвы и анклавом Московской области и городского поселения Наро-Фоминск.

## Население
| 2006    | 2007    | 2008    | 2009    | 2010    | 2011    |
| ------- | ------- | ------- | ------- | ------- | ------- |
| 60 409  | ↗71 970 | ↘71 630 | ↗73 242 | ↘67 195 | ↘66 474 |
| 2012    | 2013    | 2014    | 2015    | 2016    | 2017    |
| →66 474 | ↘65 495 | ↘64 807 | ↘64 780 | ↘64 575 | ↘64 518 |

## Состав
В границах городского поселения Наро-Фоминск находились 13 населённых пунктов (1 город, 3 посёлка и 9 деревень):
| Вид     | Наименование           | Население, чел. | ОКАТО          | Бывшая административная единица до 2006 года |
| ------- | ---------------------- | --------------- | -------------- | -------------------------------------------- |
| посёлок | Александровка          | 142             | 46 238 828 007 | Новофёдоровский сельский округ               |
| деревня | Алексеевка             | 1               | 46 238 840 009 | Ташировский сельский округ                   |
| деревня | Афанасовка             | 8               | 46 238 828 004 | Новофёдоровский сельский округ               |
| посёлок | Базисный Питомник      | 158             | 46 238 828 035 | Новофёдоровский сельский округ               |
| деревня | Бекасово               | 32              | 46 238 828 005 | Новофёдоровский сельский округ               |
| посёлок | Дома Отдыха «Бекасово» | 700             | 46 238 828 037 | Новофёдоровский сельский округ               |
| деревня | Ивановка               | 151             | 46 238 828 008 | Новофёдоровский сельский округ               |
| деревня | Могутово               | 2               | 46 238 828 013 | Новофёдоровский сельский округ               |
| город   | Наро-Фоминск           | 74 493          | 46 238 501     |                                              |
| деревня | Пожитково              | 32              | 46 238 828 006 | Новофёдоровский сельский округ               |
| деревня | Савеловка              | 3               | 46 238 828 015 | Новофёдоровский сельский округ               |
| деревня | Тёрновка               | 23              | 46 238 840 020 | Ташировский сельский округ                   |
| деревня | Турейка                | 15              | 46 238 840 008 | Ташировский сельский округ                   |

## Власть и политика
Органы местного самоуправления
Структуру органов местного самоуправления городского поселения составляли:
- Совет депутатов городского поселения. Состоял из 20 депутатов, избираемых на муниципальных выборах на 4 года.
- Глава городского поселения. Избирался гражданами, проживающими на территории городского поселения, сроком на 4 года. Глава городского поселения возглавлял администрацию.
- Администрация городского поселения;
- иные органы местного самоуправления.

Здание администрации городского поселения находилось в Наро-Фоминске на ул. Калинина, д. 8А.
Политика
В декабре 2005 года были впервые избраны органы местного самоуправления городского поселения Наро-Фоминск: совет депутатов первого созыва и глава городского поселения. Главой был избран Шкурков Анатолий Семёнович, назначенный пятью месяцами ранее главой администрации города Наро-Фоминска. В январе 2006 года он сформировал администрацию.
11 октября 2009 года на выборах в органы местного самоуправления были избраны депутаты в Совет депутатов второго созыва. Главой городского поселения был переизбран Анатолий Шкурков.
Председателем Совета депутатов была[когда?]

 Михальченкова Наталья Ивановна.
Партии
- Наро-Фоминское городское отделение КПРФ[20]
- Наро-Фоминское местное отделение отделения партии Единая Россия[21]
- Наро-Фоминское местное отделение партии Яблоко[22]

## Комментарии
1. ↑  В мае 2004 года, согласно Постановлению Губернатора МО от 17.05.2004 № 93-ПГ Архивная копия от 7 ноября 2017 на Wayback Machine, в состав города включена деревня Огородная